# Johann Konrad Dippel

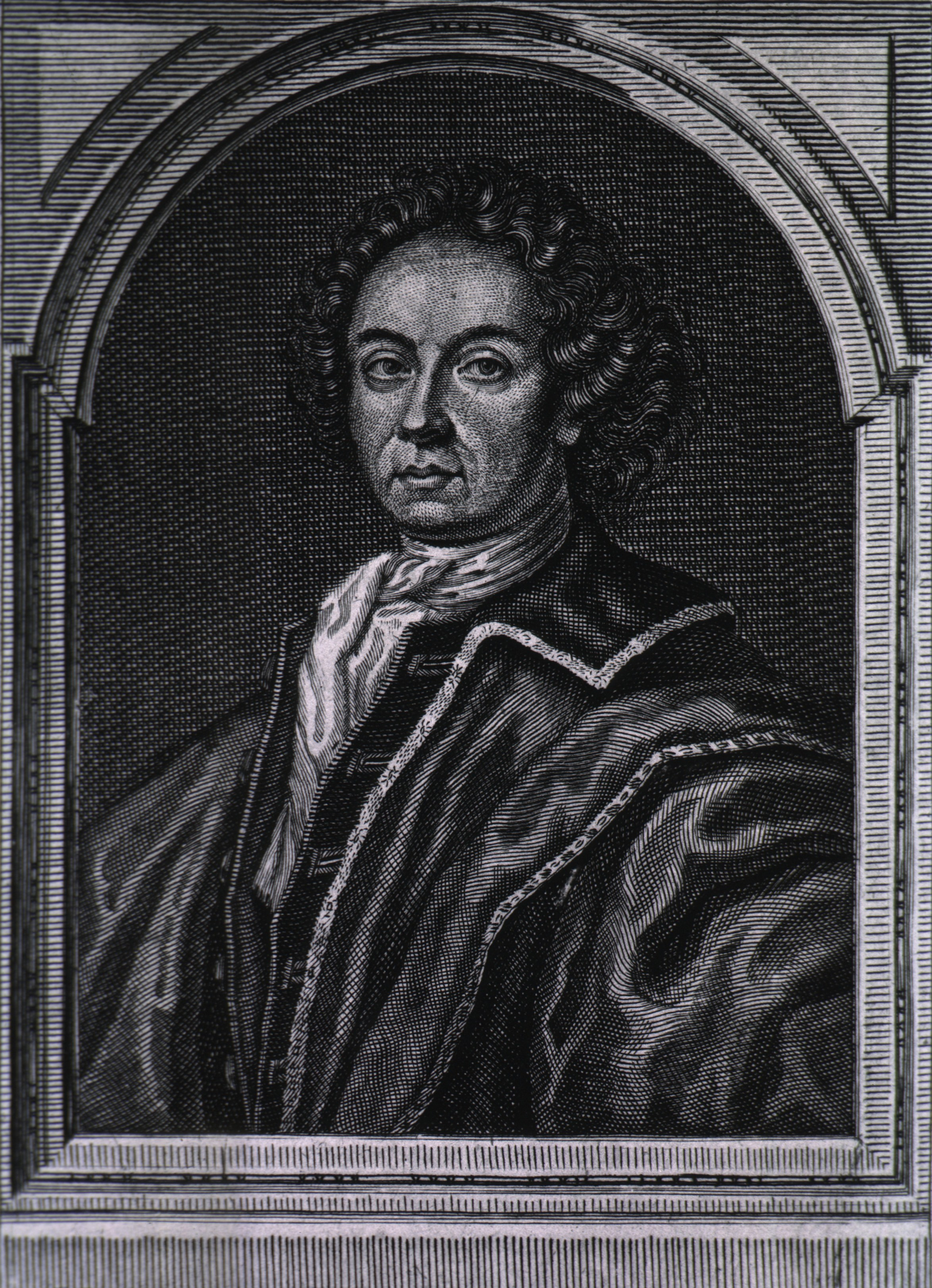
Johann Konrad Dippel

Johann Konrad Dippel (ur. 10 sierpnia 1673, zm. 25 kwietnia 1734) – niemiecki filozof, wynalazca, alchemik.
Prawdopodobnie był pierwowzorem postaci doktora Frankensteina z powieści Mary Shelley pt. Frankenstein.
Wykształcony jako fizyk, założył laboratorium do prowadzenia dziwacznych eksperymentów w zamku „Frankenstein” niedaleko Darmstadt w Niemczech. Dippel (również znany jako Konrad Frankenstein) lubił spędzać dużo czasu nad swoim hobby – alchemią. Był zafascynowany życiem wiecznym. Do eksperymentów miał używać pociętych na kawałki części ciała zwierząt oraz trupów ludzkich, które gotował w wielkich słojach. Kiedy okoliczni mieszkańcy dowiedzieli się o dziwnych eksperymentach Dippla, został on wygnany z zamku.

## Życiorys
Urodzony na zamku Frankenstein, na południe od Darmstadt w Hesji-Darmstadt, był genialnym dzieckiem. Ukończył jako magister artium w 1693 roku studia filozoficzne na uniwersytecie w Gießen, potem studiował teologię i był nauczycielem domowym szlachty Odenwaldu. Na Uniwersytecie Strasburskim, na którym kontynuował (1695–1696) studia teologiczne, przesiąkł pietyzmem, a rozczarowany bezskutecznymi zabieganiami o stanowisko profesorskie w Gießen, zaczął atakować zinstytucjonalizowany kościół luterański. Jego autorstwa była broszura z 1697 roku: Orcodoxia orthodoxorum oder die verkehrte Wahrheit und wahrhaftige Lüge der unbesonnenen und eifrigen Lutheraner (Ortodoksja, czyli przekręcona prawda i prawdziwe kłamstwo nieroztropnych i gorliwych luteranów). Krytykował wszelkie przejawy ograniczania ludzkiej wolności wyboru, czy to przez luterańskich pastorów, czy racjonalistycznych filozofów, stąd jego praca z 1708 roku o wolnej woli wymierzona przeciw determinizmowi Kartezjusza i Hobbesa: Fatum fatuum.
W latach 1704–1707 mieszkał w Berlinie, gdzie bezskutecznie starał się przekształcić srebro w złoto. Stamtąd przez Jenę i Frankfurt pojechał do Holandii, gdzie spędził kilka lat krążąc między Amsterdamem a Utrechtem, utrzymując się z pracy lekarza. Przyznano mu nawet (1711) możliwość nauczania medycyny na lejdejskim uniwersytecie, lecz tu zadłużył się eksperymentując na pożyczonym srebrze i musiał Holandię opuścić w 1714 roku. Przeniósł się do północnoniemieckiego miasta Altona, znajdującego się podówczas w posiadaniu Królestwa Danii, którym w imieniu króla Fryderyka IV Oldenburga zarządzał (od 1713 roku) Oberpräsident hrabia Christian Ditlev Reventlow (1671–1738). Dippel żył tam spokojnie jako lekarz do 1717 roku, gdy znieważył jednego z wysokich urzędników miejskich, za co skazano go na dożywocie. W 1726 roku hrabia Reventlow zlitował się nad alchemikiem i wypuścił go.
Ostatnie lata swego życia spędził Dippel w zamku hrabiego Casimira zu Sayn-Wittgensteina-Berleburga. Urodzony w położonym blisko Berleburga Hilchenbach słynny okulista niemiecki Johann Heinrich Jung-Stilling (1740–1817) uważał potem Dippela za wzór bezkompromisowego i odważnego uczonego. Dippel znany jest jeszcze jako wynalazca barwnika (olej Dippela – niem. Dippels Öl), zwanego potem Berliner Blau lub błękitem pruskim, przyjętym następnie jako kolor mundurów pruskiej armii i jako ten, który wprowadził termin „oświecony” – (niem. aufgeklärt) do literatury niemieckiej, przestrzegając: „…Oświecone umysły próbują przywrócić biblijny porządek natury a jeśli im się to szczytne – jak by się wydawało – zadanie powiedzie, będą usiłować obalić samą Biblię, za pomocą tych samych oświeceń, jak już raz dostanie im się w ręce władza nad ludzkimi umysłami…”.